# Al-Mamun Al Siyam
Al-Mamun Al Siyam est un acteur de cinéma bangladais, connu pour le film de 2012 Ghetu Putro Komola,.

## carrière
Al Mamun a commencé sa carrière en tant que mannequin pour Airtel Bangladesh. Son premier film était Ghetu Putro Komola produit et réalisé par Humayun Ahmed. Après cela, il a agi Nishiddho Premer Golpo,.
Il joue actuellement le rôle de Lumin dans le film Mayday réalisé par Ajay Devgn, qui sortira en 2022.